# Methia lycoides
Methia lycoides är en skalbaggsart som beskrevs av Chemsak och Linsley 1971. Methia lycoides ingår i släktet Methia och familjen långhorningar. Inga underarter finns listade i Catalogue of Life.